# Ediperiodici
Ediperiodici, precedentemente conosciuta come ErreGI, è stata una casa editrice italiana fondata alla fine degli anni sessanta. Era attiva principalmente, negli anni settanta e ottanta, nel campo del fumetto erotico-pornografico in formato tascabile e insieme alla Edifumetto, sua principale concorrente nel settore del fumetto per adulti, ne monopolizzò il settore. Venne fondata da Renzo Barbieri e Giorgio Cavedon come ErreGi e deve la sua notorietà all'aver pubblicato famose serie a fumetti erotiche, alcune delle quali arriveranno a vendere oltre centomila copie a numero portando alla nascita del genere nero/erotico con personaggi femminili come Isabella, Jacula e molti altri, ancora oggi ricercate dai collezionisti. A seguito di contrasti interni i due decisero nel 1972 di separarsi: Barbieri fondò una propria casa editrice, la Edifumetto, mentre Cavedon divenne unico proprietario della ErreGi alla quale cambiò denominazione in Ediperiodici.

## Storia

### LaEditrice 66e gli anni sessanta
Nel 1966 lo scrittore di fumetti Renzo Barbieri fondò la Editrice 66 per poter pubblicare fumetti da lui ideati ispirandosi a famosi soggetti cinematografici e letterari del periodo: nacquero così Isabella, ispirata ai romanzi di Angelica di Anne e Serge Golon, scritto da Cavedon, e Goldrake, ispirato da James Bond di Ian Fleming, scritto da Barbieri stesso; entrambe le serie furono disegnate da Sandro Angiolini. L'impresa non riscosse però il successo sperato e vennero pubblicati solo pochi numeri prima della chiusura.

### La fondazione delleEdizioni RG
Nel 1967, Cavedon e Barbieri divennero soci costituendo le Edizioni ErreGi (dalle iniziali dei nomi dei fondatori) con sede a Milano, in via Carlo Poma 2, che esordisce riprendendo la pubblicazione della testata Isabella che riesce stavolta a raggiungere un successo notevole arrivando in pochi mesi a vendere oltre centomila copie a numero e che porterà alla realizzazione anche di sei romanzi dedicati al personaggio, scritti dallo stesso Cavedon e pubblicati tra il 1967 e il 1970. Il personaggio, insieme a Diabolik e Satanik, portò a una rivoluzione del fumetto tradizionale italiano facendo nascere il genero nero/erotico, caratterizzato da una certa facilità e immediatezza di lettura raggiunta usando con estrema parsimonia le didascalie e riducendo al minimo i dialoghi ricorrendo al linguaggio parlato di uso corrente. Barbieri e Cavedon, con la collaborazione di Giuseppe Pederiali e Roberto Renzi, daranno vita ad altre testate incentrate su personaggi femminili come Jacula, esordito sulle pagine di Isabella, Lucrezia,  Messalina, Lucifera e nel 1970 Hessa.
Vi sono fumetti dedicati alla figura di Al Capone e vengono pubblicate agende erotiche come l'Agenda del Playboy.
Nel 1972, per divergenze e necessità di reinvestire il capitale per far fronte alla nascente concorrenza nel settore, i due imprenditori decidono di dividersi:  mentre Barbieri fonda la Edifumetto, Cavedon rimarrà unico proprietario della casa editrice con le relative testate dirigendola personalmente, dopo averla rinominata Ediperiodici, denominazione pressoché definitiva della casa editrice.

### LaEdiperiodicie gli anni settanta
Durante gli anni settanta venne proseguita la pubblicazione di testate esordite sotto la gestione ErreGi come Isabella, Terror e Goldrake e ne vennero ideate di nuove come Oltretomba, Lucifera, Maghella, Storie Nere e Storie Blu che vennero pubblicate per tutto il decennio. Alcune di queste testate, per vincoli legati agli autori costrinsero l'editore ad assumere la diversa denominazione di Publistrip.

### Anni ottanta
Negli anni ottanta, oltre a continuare a pubblicare testate per adulti nel classico formato tascabile, sulla scia del successo della rivista Paninaro, pubblicata dalla concorrente Edifumetto, pubblica una analoga rivista contenitore, Wild Boys, per cavalcare il fenomeno di costume dei paninari. Negli anni ottanta la sede viene spostata in viale Forlanini 36, a Milano .

### Anni novanta - 2002
Negli anni novanta - oltre a cambiare sede, spostandosi in Via Barigozzi 2 - l'azienda assunse altre denominazioni - a volte utilizzate anche come marchio - quali Internazionale Ediperiodici o EDP, con il logo della testa di un falco all'interno di un cerchio.  Dal 2000, poi, mutò nome in Reprise, pur continuando a pubblicare parallelamente, soprattutto ristampe, come Ediperiodici. In questi ultimi anni, l'attività di pubblicazione di tascabili per adulti continuò - in parte riproponendo anche ristampe di serie precedenti attraverso il recupero dei fondi di magazzino o resi di edicole delle varie collane ricopertinate, in aggiunta ad una serie di raccolte di serie precedenti caratterizzate dalla dicitura Compact in aggiunta alla testata..
Dopo il 2002 non risultano nuove produzioni o comunque uscite editoriali a nome della Ediperiodici.

## La produzione all'estero
Inoltre, dalla fine degli anni novanta, Cavedon, con la Divisione Jade della Internazionale Ediperiodici, entra nel settore dei fumetti non erotici pubblicando serie di fumetti giapponesi come Samurai, X 1999 e Midnight Panther, o cinesi prodotti a Hong Kong dalla Jade come Super Shen, Street fighter alpha 2, Street fighter alpha 3, Street fighter zero e Solar Lord.

## Catalogo delle testate pubblicate
Elenco parziale delle principali testate:

### Anni sessanta
(Editi prima come ErreGi e poi come EdiPeriodici)
- Isabella (1966-1976; 263 volumi divisi in due serie, la prima edita dalla Editrice 66 e la seconda dalla ErreGi/EdiPeriodici; tascabile per adulti che inaugura il fumetto erotico-popolare);[24]
- Goldrake (1966-1980; 316 volumi divisi in due serie, la prima edita dalla Editrice 66 e la seconda dalla ErreGi/EdiPeriodici; tascabile per adulti con storie di genere avventuroso/spionistico alla James Bond con protagonista l’agente segreto il cui volto ricorda quello dell’attore Jean-Paul Belmondo);[25]
- Messalina (1966-1974; 178 volumi divisi in due serie, la prima edita dalla Editrice 66 e la seconda dalla ErreGi/EdiPeriodici; tascabile per adulti ambientato nell’antica Roma);[26]
- Al Capone (1967-1968; 15 volumi; Edizioni Erregi; tascabile per adulti con ambientazione malavitosa; la collana proseguirà con Bonnie);[27]
- Bonnie (1968-1980; 249 volumi; tascabile per adulti di ambientazione malavitosa con protagonista una omonima fuorilegge);[28]
- Jungla (1968-1971; 58 volumi; tascabile per adulti che pubblica le avventure della vergine africana Jungla);[29]
- Terror (1969-1987; 216 volumi; tascabile per adulti con storie a tinte forti);[30]
- Walalla (1969-1972; 54 volumi, tascabile per adulti di genere western);[31]
- Jacula (1969-1982; 327 volumi; tascabile per adulti di genere horror);[32]
- Lucrezia (1969-1974; 140 volumi; tascabile per adulti con protagonista Lucrezia Borgia);[33]

### Anni settanta
- Jolanda de Almaviva (1970-1974; 69 volumi; tascabile per adulti con ambientazione piratesca scritto da Roberto Renzi e disegnato anche da Milo Manara);[34]
- Hessa (1970-1972; 47 volumi; tascabile per adulti a sfondo bellico);[35]
- Oltretomba (1971-1986; 300 volumi; tascabile per adulti di genere macabro con testi e disegni prevalentemente di autori e disegnatori spagnoli);[36]
- Lucifera (1971-1980; 170 volumi; tascabile per adulti di ambientazione medioevale; disegni di Leone Frollo e, successivamente, di Morrik/Edoardo Morricone)[37]
- De Sade (1971-1980; 172 volumi; tascabile per adulti con le avventure immaginarie del marchese de Sade);[38]
- Thrilling! (1972-1974; 24 volumi; tascabile per adulti con personaggi e ambientazioni tipiche del giallo americano);[39]
- Peter Paper (1972-1978; 60 volumi divisi in due serie; tascabile per adulti con le avventure tragicomiche di un ragazzo timido ma superdotato e ispirato a Pippo Franco, che è sceneggiatore della serie; edito dalla Publistrip);[40]
- Telerompo (1973-1975, 18 volumi, tascabile per adulti con brevi fumetti di satira sulle trasmissioni televisive disegnati anche da Milo Manara, edito dalla Publistrip);[41]
- Cosmine (1973-1974; 10 volumi; Si tratta di avventure fantascientifiche ambientate in un mondo devastato da una guerra nucleare. La protagonista, Cosmine, è una sensuale donna-robot. Disegnato anche da Milo Manara)
- Zordon (1974-1977; 51 volumi; tascabile per adulti di fantascienza; disegni di Bruno Marraffa e Fabio Civitelli);[42]
- Maghella (1974-1981; 140 volumi; edito dalla Publistrip; tascabile per adulti con ambientazioni fiabesche);[43]
- Primo (1974-1981; 121 volumi; tascabile per adulti di ambientazione militaresca; edito dalla Publistrip; ristampato negli anni novanta nella collana Avanti… March![44]);[45]
- Pippo (1975-1976; 31 volumi, tascabile per adulti di ambientazione sportiva incentrato su un tifoso di calcio nullatenente, smargiasso e sparafrottole, edito dalla Publistrip);[46]
- Il Montatore (1975-1982; 114 volumi; tascabile per adulti con storie ambientate nel mondo operaio; il protagonista è un metalmeccanico che riproduce graficamente l’attore Lando Buzzanca; edito dalla Publistrip);[47]
- Sorchella (1974; 12 volumi; tascabile per adulti con ambientazione fantastica edito dalla Publistrip);[48]
- Identikit (1975-1976; tascabile per adulti di genere grottesco/supereroistico edito dalla Publistrip);[49]
- Megaton (1975-1976; 11 volumi; tascabile per adulti che presenta le gesta di ladro mascherato cui dà la caccia un imbranato commissario che ha il volto dell’attore Louis de Funès);[50]
- Ep Risate (1975-1978; 39 volumi; tascabile per adulti con storie comiche, satiriche, a volte demenziali);[51]
- Terror Blu (1976-1994; 219 volumi divisi in due serie; tascabile per adulti con storie di fantascienza, spesso di tono horror);[52]
- Storie Nere (1977-1982;116 volumi; tascabile per adulti del genere cronaca nera, edito dalla Publistrip);[53]
- Storie Nere Gigante (1978-1996; 157 volumi; tascabile per adulti analogo a Storie Nere ma con foliazione superiore, edito dalla Publistrip);[54]
- Fantastic (1978; 6 volumi, tascabile per adulti di fantascienza grottesca edito dalla Publistrip);[55]
- Storie Blu (1979-1990; 123 volumi; tascabile per adulti con storie di fantascienza con elementi sadomaso di genere mostruoso, sono spesso presenti alieni e dischi volanti);[56]
- Racconti Stellari (1979-1980; 13 volumi; editi dalla Publistrip; tascabile per adulti con storie con tematiche fantasy e fantascientifiche);[57]
- Capolavori del Terrore (1979-1980; 5 volumi; Riedizione di Terror e Oltretomba Gigante).[58]

### Anni ottanta
- Pioneers (1980-1981; 8 volumi; tascabile per adulti con storie di fantascienza con ambientazione western);[59]
- A Porte Chiuse (1981-1995; 153 volumi; tascabile per adulti del genere cronaca nera;[60] la testata venne riproposta negli anni novanta ristampando storie della prima serie);[61]
- Corna Vissute (1981-2001; 188 volumi in due serie;  tascabile per adulti con storie di infedeltà coniugali in chiave comica; riedito come Coppie Vogliose negli anni novanta);[62][63]
- Troglos (1982-1983; 7 volumi; tascabile per adulti con le vicende di un gruppo di trogloditi);[64]
- I Casi della Vita (1983-2001; 164 numeri divisi in due serie; tascabile per adulti con storie di vita quotidiana);[65]
- Pig (1983-1988; 64 numeri; tascabile per adulti dalle tematiche grottesche);[66]
- La Schiava (1983-1987; 52 volumi; tascabile per adulti con protagonista una schiava di colore che scappa dalla Louisiana del 1861 verso la libertà; disegni di Alberto Del Mestre);[67]
- Sogni Proibiti (1984-1986; 30 volumi; tascabile per adulti ispirandosi al film omonimo nel quale i protagonisti si immaginando di vivere emozionanti avventure);[68]
- Casinella (1984-1985; 15 volumi;  tascabile per adulti di genere umoristico-fiabesco);[69]
- I Predatori (1986; 13 volumi; tascabile per adulti di genere avventura);[70]
- Agenzia Viaggi (1986-1987; 7 volumi; tascabile per adulti con ambientazioni esotiche, mete di viaggi organizzati);[71]
- Il Bordello (1986-1987; 18 volumi; Tascabile per adulti con storie postribolari attraverso i secoli);[72]
- College (1987-1988; 12 volumi; tascabile per adulti con storie umoristiche ambientate in un college universitario americano);[73]
- Provincia Segreta (1987-1992; 57 numeri divisi in sei serie; tascabile per adulti con storie ambientate in piccoli paesi italiani realizzate, fra gli altri, da Stefano Andreucci, Luciano Bernasconi, Bruno Brindisi, Giancarlo Caracuzzo, Tino D'Estè, Roberto De Angelis, Nicolino Del Principe, Stefano Di Vitto, Mauro Laurenti, Nicola Mari, Nando Meniconi e Enrico Teodorani);[74]
- Realtà Nera (1987-1992; 62 volumi; tascabile per adulti che presenta storie di cronaca nera e rosa ambientate nella provincia italiana; testi di Giorgio Pedrazzi, Vincenzo Perrone e Enrico Teodorani, disegni, fra gli altri, di Stefano Andreucci, Luciano Bernasconi, Roberto De Angelis, Mauro Laurenti, Ivo Pavone e Luigi Siniscalchi);[75]
- Prostitute (1988-1989; 19 volumi; tascabile per adulti con storie incentrate sulla prostituzione);[76]
- Alt (1988-1989; 8 volumi; tascabile per adulti con protagonisti agenti in divisa, con storie realizzate, fra gli altri, da Augusto Chizzoli, Pierino Del Prete, Eugenio Forte, Danilo Grossi, Mario Jannì, Enrico Teodorani e Angelo Todaro);[77]
- Naja (1988-1989; 9 volumi; tascabile per adulti d’ambientazione militaresca);[78]
- Ultimissime della Nera (1988-1995; 32 volumi; tascabile per adulti del genere cronaca nera);[79]
- Vagone Letto (1988-1990; 20 volumi; tascabile per adulti di ambientazione ferroviaria con storie realizzate, fra gli altri, da Augusto Chizzoli, Alberto Del Mestre, Danilo Grossi, Mario Jannì, Studio Leonetti, Luciano Milano, Aldo Rapetti, Staff di If e Enrico Teodorani);[80]
- Vizi Privati (1989-1995; 47 volumi divisi in due serie; tascabile per adulti del genere cronaca nera edito come Internazionale Ediperiodici);[81]
- Ultimissime Proibite (1989-1996; 34 volumi; tascabile per adulti del genere cronaca nera);[82]
- Cronache Verità (1989-1992; 14 volumi; tascabile per adulti del genere cronaca nera con storie realizzate da, fra gli altri, Augusto Chizzoli, Fulvio D'Amore, Stelio Fenzo, Mario Jannì, Saverio Micheloni, Giuseppe Montanari, Franco Pedicini, Giovanni Romanini, Salvatore Stizza e Enrico Teodorani);[83]
- Fatti di Sangue (1989-1996: 32 volumi; tascabile per adulti riedizione di Terror (Erregi, 1969) con nuove copertine);[84]
- A Luci Rosse (1989, 13 volumi editi come Edizione Produzione Periodici);[85]
- Coppie Vogliose (1989-1995; 43 volumi; diviso in due serie riedizione di Corna Vissute e Corna Vissute Special).[63]

### Anni novanta
- Ah! Ah! Ah! (1990-1993; 17 volumi; tascabile per adulti);[86]
- Casi Amari (1990-1991; 17 volumi; tascabile per adulti del genere cronaca nera);[87]
- Femmine da Marciapiede (1990-1991; 8 volumi; tascabile per adulti con storie ambientate nel mondo della prostituzione);[88]
- Voglia Matta (1990-1992; 20 volumi; tascabile per adulti sulle voglie e i desideri più nascosti);[89]
- Atroci Delitti (1990-1991; 5 volumi; tascabile per adulti del genere cronaca nera);[90]
- Amanti Padroni (1991-1992; 7 volumi; tascabile per adulti del genere cronaca nera);[91]
- Malizia (1991-1996; 44 volumi; tascabile per adulti con storie ispirate dal film omonimo interpretato da Laura Antonelli e realizzate, fra gli altri, da Francesco Blanc, Augusto Chizzoli, Daniele Fagarazzi, Eugenio Forte, Danilo Grossi, Bruno Marraffa e Enrico Teodorani);[92]
- Turiste Affamate (1991-2001; 40 volumi divisi in due serie);[93]
- Gente e Drammi (1991-1992, 6 volumi; tascabile per adulti a tematiche drammatiche);[94]
- Arrapescion (1991-1992; 7 volumi);[95]
- Palle Spaziali (1992, 3 volumi; tascabile per adulti di ambientazione fantascientifica);[96]
- Viados (1993-1996; 12 volumi;  Internazionale Ediperiodici; tascabile per adulti con storie di travestiti);[97]
- Le Viziose (1994-1996; 14 volumi; Internazionale Ediperiodici; tascabile per adulti con storie di vizi e amori mercenari);[98]
- Caccia Grossa (1995-1996; 5 volumi; riedizione di Corna Vissute e Voglia Matta).[99]